# Eduardo Salvio
Eduardo Antonio Salvio (Avellaneda, Buenos Aires, 13 de julio de 1990) es un futbolista argentino que juega como extremo o volante por derecha y su equipo actual es el Club Atlético Lanús, de la Primera División de Argentina.

## Trayectoria

### Lanús
Salvio debutó en Club Atlético Lanús el 24 de agosto de 2008 enfrentando al Club Atlético Boca Juniors. El 4 de octubre marcó su primer gol con la camiseta de Lanús, anotando un doblete ante Argentinos Juniors por el Apertura 2008.

### Atlético Madrid

#### Primera Europa League
En enero de 2010 el Atlético de Madrid contrató a Salvio en el mercado de invierno de la temporada 2009-10 y el 18 de febrero de ese mismo año debutó con el equipo en la Europa League, saliendo en el minuto 85 sustituyendo a Reyes. El 25 de abril de 2010 consiguió sus dos primeros goles como rojiblanco, ambos contra el Tenerife. El 12 de mayo de 2010 ganó su primer título europeo; en Hamburgo se alzó con la Europa League con el Atlético de Madrid saliendo como suplente en la final en el minuto 78.

#### Cesión al Benfica

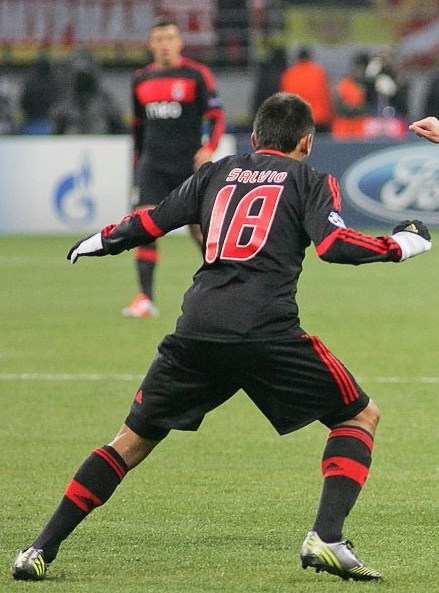
Salvio en Benfica.

En agosto de 2010 fue cedido al Benfica de Portugal, donde, tras encontrar escasos minutos en un principio, se convirtió en una de las piezas claves del equipo convirtiendo un total de 8 goles. El club lisboeta se planteó ejercer la opción de compra, de 15 millones de euros, que tenía por el jugador, pero al no llegar a un acuerdo con el Atlético de Madrid para rebajar la cifra, la opción fue desestimada.

#### Segunda Europa League
En verano de 2011 regresó al Atlético de Madrid para disputar su primera temporada al completo con el club. El 25 de agosto del mismo año, en la vuelta de la cuarta ronda de clasificación de la Europa League, contra el Vitória de Guimarães, marcó su primer gol en competición europea con el Atlético de Madrid. Fue el gol que puso el definitivo cero a cuatro en el marcador y que selló el pase del Atlético de Madrid a la fase de grupos por un global en la eliminatoria de seis a cero. El 8 de diciembre, jugó su primer partido de Copa del Rey con la camiseta del Atlético de Madrid en la derrota de su club 2-1 frente al Albacete Balompié en la ida de los dieciseisavos de final. El 9 de mayo de 2012 ganó su segunda Europa League en Bucarest frente al Athletic Club. Saltó al campo en el minuto 77 para participar en la victoria del club colchonero por tres a cero.
Durante su segunda etapa Salvio se consolidó como un jugador importante para los planes de su entrenador Diego Simeone. Si bien no llegó a ser titular indiscutible tuvo un papel importante durante la temporada y especialmente en la consecución de la Europa League donde disputó 16 partidos. El gol más importante que consiguió se produjo en el partido de ida de los cuartos de final donde anotó en el minuto 89 el gol que dio la victoria a su equipo ante el Hannover 96 por dos a uno y que les permitió encarar el partido de vuelta con ventaja en el marcador.

### Benfica

#### Subcampeonatos
Pese al interés del entrenador del Atlético de Madrid de contar con Salvio de cara a la temporada 2012-13, el club no pudo rechazar la oferta de 11 millones de euros por parte del Benfica y el 30 de julio de 2012 se hizo oficial el fichaje del jugador por el club portugués.
Durante la temporada 2012-13 tanto el Benfica a nivel general como Salvio a nivel particular tuvieron un gran rendimiento que no pudo materializarse en ningún título. En la competición liguera quedaron subcampeones por detrás del Oporto a tan sólo un punto de este tras estar la mayor parte de la temporada en la primera posición. A falta de tres partidos para finalizar la competición tenían una ventaja sobre el Oporto de tres puntos pero un empate a uno en el antepenúltimo partido frente al Estoril y una derrota en el penúltimo partido frente al Oporto le hicieron perder la ventaja. La derrota ante el Oporto fue especialmente dolorosa pues el Oporto anotó el gol del triunfo en el segundo minuto del tiempo extra del partido.
El 15 de mayo de 2013 Salvio disputó su segunda final consecutiva de la Europa League. Tras quedar eliminado de la Liga de Campeones el equipo accedió a la Europa League donde una serie de buenas actuaciones le permitieron disputar la final ante el Chelsea que también había sido eliminado de la Liga de Campeones. De nuevo y tras llegar al minuto 90 con empate a uno en el marcador, en el minuto 93 Ivanović anotó el gol que le dio el título al equipo inglés.
Once días después, el 26 de mayo, el Benfica disputó la final de la Copa de Portugal frente al Vitória Sport Clube. De nuevo no pudieron hacerse con el título tras adelantarse en el marcador con gol de Gaitán y consiguiendo el Vitória los goles que culminaban la remontada en los minutos 80 y 82.

#### Campeonatos
Al comienzo de la temporada 2013-14 Salvio sufrió una grave lesión que le hizo perderse prácticamente la primera mitad de la temporada. En febrero de 2014 reapareció en los terrenos de juego y pudo colaborar con el club en la consecución de los tres títulos nacionales: Liga, Copa de la Liga y Copa de Portugal resarciéndose así de las derrotas en la temporada anterior.
En la competición europea el resultado fue el mismo que la temporada anterior, el Benfica fue eliminado en la fase de grupos de la Liga de Campeones pero consiguió clasificarse para la Europa League y alcanzar la final en dicha competición. De esta forma Salvio se clasificó para la final de la Europa League por tercer año consecutivo aunque no pudo disputarla debido a la sanción por ver una tarjeta amarilla en el partido de vuelta de las semifinales y estar apercibido. En la final el Benfica volvió a perder, esta vez en los penaltis, ante el Sevilla.
El 10 de agosto de 2014 disputó la Supercopa de Portugal enfrentándose al Rio Ave, subcampeón de Copa, ya que el Benfica había ganado la Liga y la Copa en la temporada 2013-14. La final terminó con empate a cero y el Benfica se llevó el título en los penaltis.
Durante la temporada 2014-15 el Benfica se volvió a mostrar intratable en el campeonato doméstico y de nuevo se proclamó campeón de Liga. En el partido en el que consiguió el título, Salvio tuvo que ser sustituido debido a una lesión. Unos días después se confirmó que se había vuelto a romper los ligamentos de la rodilla. Esta lesión le impidió disputar la final de la Copa de la Liga en la que el Benfica se alzó con el título ganando al Marítimo.

### Boca Juniors
El 18 de julio del 2019 firma por tres años con el club Boca Juniors a cambio de 7 millones de euros. Debutaría el 28 de julio del 2019 en el empate de, Boca 0-0 frente Huracán jugando los últimos 30 minutos en buen nivel. El 31 de julio del 2019 Boca vencería 2-0 a Athletico Paranaense por octavos de Copa Libertadores 2019, Toto ingresó a 15 minutos del final y al minuto 95 marcó su primer gol en el club. El 4 de agosto, Toto debutaría como titular y marcó su segundo tanto en el triunfo de Boca 0-2 sobre Patronato por la fecha 2 de la Superliga 2019-20. Tras la eliminación por Copa Argentina 2019, el 18 de agosto Toto ingresaría a los 77 minutos y estampó el 2-0 de Boca sobre Aldosivi por la fecha 3 de la Superliga 2019-20. El 21 de septiembre, Toto volvería de la lesión asistiendo a Hurtado para cerrar el triunfo de Boca 0-2 sobre San Lorenzo por la fecha 7 de la Superliga 2019-20.
El 17 de enero de 2021 gana la Copa Diego Armando Maradona al vencer el conjunto xeneize en la final a Banfield por penales 5-3, después de empatar 1-1.
El 1 de marzo de 2021 se confirma la ruptura del ligamento anterior cruzado. Regresó el 8 de noviembre de ese año contra Aldosivi, con victoria de Boca por 3-0. El 8 de diciembre de ese mismo año marco el penal decisivo en la final de la Copa Argentina 2019-20, dándole el título ante Talleres de Córdoba.

### Club Universidad Nacional
Luego de no renovar con el equipo xeneize quedó como agente libre. Para el segundo semestre del 2022 llegaría al futbol de México. Firmó con el Club Universidad Nacional de la Liga MX, equipo más conocido como Pumas de la UNAM. Debutó con el conjunto capitalino en la fecha 2 del torneo apertura 2022 en el partido contra el Club León. Anotó el dos a cero parcial en su debut en el futbol mexicano.

## Selección nacional

### Selección juvenil
Ha sido internacional con la selección juvenil argentina, siendo convocado para el Sudamericano Sub-17 de 2007 y la Copa Mundial Sub-17 de 2007. Jugó el Sudamericano Sub-20 de 2009 en Venezuela siendo el máximo goleador de Argentina.

### Selección mayor
Debutó con la selección argentina el 20 de mayo de 2009, en un partido amistoso contra la selección de Panamá, donde su equipo ganó 3-1. El 22 de diciembre de 2009 jugó un partido amistoso contra la selección de Cataluña donde ingresó desde el banco de suplente en la derrota de Argentina por 4 a 2. Disputó los partidos amistosos del 26 de marzo de 2011 ante Estados Unidos y del 29 ante Costa Rica como preparatorios de la Argentina para la Copa América 2011. El 7 de octubre de 2011 jugó su primer partido oficial ante Chile. Salvio sustituyó a José Sosa en el minuto 80 y el partido finalizó con una victoria 4-1.
Fue convocado para la Copa Mundial de 2018 por Jorge Sampaoli, y jugó como lateral-volante los dos primeros partidos de la selección argentina. Después de la derrota contra Croacia no volvió a formar parte del equipo que sería eliminado en los octavos de final al perder 4 a 3 contra Francia.

### Participaciones en Copas del Mundo
| Mundial           | Sede  | Resultado        | Partidos | Goles |
| ----------------- | ----- | ---------------- | -------- | ----- |
| Copa Mundial 2018 | Rusia | Octavos de final | 2        | 0     |

## Estadísticas

### Clubes
Actualizado de acuerdo al último partido jugado el 27 de mayo de 2025.
| Club                         | Div.          | Temporada     | Liga  | Liga  | Liga   | Copas nacionales | Copas nacionales | Copas nacionales | Torneos internacionales | Torneos internacionales | Torneos internacionales | Total | Total | Total  |
| Club                         | Div.          | Temporada     | Part. | Goles | Asist. | Part.            | Goles            | Asist.           | Part.                   | Goles                   | Asist.                  | Part. | Goles | Asist. |
| ---------------------------- | ------------- | ------------- | ----- | ----- | ------ | ---------------- | ---------------- | ---------------- | ----------------------- | ----------------------- | ----------------------- | ----- | ----- | ------ |
| C. A. Lanús Argentina        | 1ª            | 2008-09       | 29    | 9     | 3      | —                | —                | —                | 2                       | 0                       | 0                       | 31    | 9     | 3      |
| C. A. Lanús Argentina        | 1ª            | A-2009        | 12    | 2     | 1      | —                | —                | —                | 4                       | 2                       | 1                       | 16    | 4     | 2      |
| Atlético de Madrid · España  | 1.ª           | 2009-10       | 13    | 2     | 0      | —                | —                | —                | 8                       | 0                       | 0                       | 21    | 2     | 0      |
| Atlético de Madrid · España  | 1.ª           | 2011-12       | 31    | 3     | 2      | 2                | 0                | 0                | 16                      | 5                       | 3                       | 49    | 8     | 5      |
| Atlético de Madrid · España  | Total club    | Total club    | 44    | 5     | 2      | 2                | 0                | 0                | 24                      | 5                       | 3                       | 70    | 10    | 5      |
| S. L. Benfica Portugal       | 1.ª           | 2010-11       | 19    | 4     | 3      | 9                | 3                | 3                | 11                      | 3                       | 1                       | 39    | 10    | 7      |
| S. L. Benfica Portugal       | 1.ª           | 2012-13       | 29    | 10    | 9      | 9                | 2                | 1                | 13                      | 1                       | 1                       | 51    | 13    | 11     |
| S. L. Benfica Portugal       | 1.ª           | 2013-14       | 12    | 0     | 1      | 4                | 1                | 1                | 6                       | 1                       | 3                       | 22    | 2     | 5      |
| S. L. Benfica Portugal       | 1.ª           | 2014-15       | 29    | 9     | 10     | 4                | 3                | 1                | 5                       | 1                       | 0                       | 38    | 13    | 11     |
| S. L. Benfica Portugal       | 1.ª           | 2015-16       | 8     | 0     | 0      | 1                | 0                | 0                | 3                       | 0                       | 0                       | 12    | 0     | 0      |
| S. L. Benfica Portugal       | 1.ª           | 2016-17       | 29    | 4     | 7      | 5                | 2                | 1                | 8                       | 3                       | 3                       | 42    | 9     | 11     |
| S. L. Benfica Portugal       | 1.ª           | 2017-18       | 26    | 9     | 6      | 3                | 0                | 0                | 5                       | 0                       | 0                       | 34    | 9     | 6      |
| S. L. Benfica Portugal       | 1.ª           | 2018-19       | 14    | 2     | 2      | 5                | 1                | 1                | 9                       | 3                       | 2                       | 28    | 6     | 5      |
| S. L. Benfica Portugal       | Total club    | Total club    | 166   | 38    | 38     | 40               | 12               | 8                | 60                      | 12                      | 10                      | 266   | 62    | 56     |
| C. A. Boca Juniors Argentina | 1.ª           | 2019-20       | 17    | 6     | 3      | 3                | 1                | 0                | 16                      | 7                       | 2                       | 36    | 14    | 5      |
| C. A. Boca Juniors Argentina | 1.ª           | 2020-21       | —     | —     | —      | 6                | 0                | 1                | —                       | —                       | —                       | 6     | 0     | 1      |
| C. A. Boca Juniors Argentina | 1.ª           | 2021          | 6     | 1     | 1      | 3                | 0                | 0                | —                       | —                       | —                       | 9     | 1     | 1      |
| C. A. Boca Juniors Argentina | 1.ª           | 2022          | 1     | 1     | 0      | 12               | 2                | 0                | 6                       | 1                       | 0                       | 19    | 4     | 0      |
| C. A. Boca Juniors Argentina | Total club    | Total club    | 24    | 8     | 4      | 24               | 3                | 1                | 22                      | 8                       | 2                       | 70    | 19    | 7      |
| Pumas de la UNAM · México    | 1ª            | 2022-23       | 27    | 9     | 3      | —                | —                | —                | —                       | —                       | —                       | 27    | 9     | 3      |
| Pumas de la UNAM · México    | 1ª            | 2023-24       | 40    | 6     | 6      | —                | —                | —                | 3                       | 0                       | 0                       | 43    | 6     | 6      |
| Pumas de la UNAM · México    | Total club    | Total club    | 67    | 15    | 9      | 0                | 0                | 0                | 3                       | 0                       | 0                       | 70    | 15    | 9      |
| C. A. Lanús Argentina        | 1ª            | 2024          | 18    | 4     | 1      | —                | —                | —                | 4                       | 0                       | 0                       | 22    | 4     | 1      |
| C. A. Lanús Argentina        | 1ª            | 2025          | 17    | 3     | 0      | 2                | 1                | 0                | 6                       | 2                       | 1                       | 25    | 6     | 1      |
| C. A. Lanús Argentina        | Total club    | Total club    | 76    | 18    | 5      | 2                | 1                | 0                | 16                      | 4                       | 2                       | 94    | 23    | 7      |
| Total carrera                | Total carrera | Total carrera | 377   | 84    | 58     | 68               | 16               | 9                | 125                     | 29                      | 17                      | 570   | 129   | 84     |
| 1. 2. 3.                     |               |               |       |       |        |                  |                  |                  |                         |                         |                         |       |       |        |

### Selecciones nacionales
Actualizado de acuerdo al último partido jugado el 9 de octubre de 2020.
| Selección          | Año               | Amistosos | Amistosos | Amistosos | Eliminatorias | Eliminatorias | Eliminatorias | Continental | Continental | Continental | Mundial | Mundial | Mundial | Total | Total | Total  |
| Selección          | Año               | Part.     | Goles     | Asist.    | Part.         | Goles         | Asist.        | Part.       | Goles       | Asist.      | Part.   | Goles   | Asist.  | Part. | Goles | Asist. |
| ------------------ | ----------------- | --------- | --------- | --------- | ------------- | ------------- | ------------- | ----------- | ----------- | ----------- | ------- | ------- | ------- | ----- | ----- | ------ |
| Sub-20 Argentina   | 2009              | —         | —         | —         | —             | —             | —             | 9           | 4           | 0           | —       | —       | —       | 9     | 4     | 0      |
| Sub-20 Argentina   | Total             | 0         | 0         | 0         | 0             | 0             | 0             | 9           | 4           | 0           | 0       | 0       | 0       | 9     | 4     | 0      |
| Absoluta Argentina | 2009              | 1         | 0         | 0         | —             | —             | —             | —           | —           | —           | —       | —       | —       | 1     | 0     | 0      |
| Absoluta Argentina | 2011              | 1         | 0         | 0         | 1             | 0             | 0             | —           | —           | —           | —       | —       | —       | 2     | 0     | 0      |
| Absoluta Argentina | 2012              | 2         | 0         | 0         | —             | —             | —             | —           | —           | —           | —       | —       | —       | 2     | 0     | 0      |
| Absoluta Argentina | 2017              | 2         | 0         | 0         | 1             | 0             | 0             | —           | —           | —           | —       | —       | —       | 3     | 0     | 0      |
| Absoluta Argentina | 2018              | 3         | 0         | 0         | —             | —             | —             | —           | —           | —           | 2       | 0       | 0       | 5     | 0     | 0      |
| Absoluta Argentina | 2020              | —         | —         | —         | 1             | 0             | 0             | —           | —           | —           | —       | —       | —       | 1     | 0     | 0      |
| Absoluta Argentina | Total             | 9         | 0         | 0         | 3             | 0             | 0             | 0           | 0           | 0           | 2       | 0       | 0       | 14    | 0     | 0      |
| Total selecciones  | Total selecciones | 9         | 0         | 0         | 3             | 0             | 0             | 9           | 4           | 0           | 2       | 0       | 0       | 23    | 4     | 0      |
| 1. 2. 3.           |                   |           |           |           |               |               |               |             |             |             |         |         |         |       |       |        |

## Palmarés

### Campeonatos nacionales
| Torneo                      | Club               | País      | Año     |
| --------------------------- | ------------------ | --------- | ------- |
| Copa de la Liga de Portugal | S. L. Benfica      | Portugal  | 2011    |
| Primeira Liga               | S. L. Benfica      | Portugal  | 2013-14 |
| Copa de la Liga de Portugal | S. L. Benfica      | Portugal  | 2014    |
| Copa de Portugal            | S. L. Benfica      | Portugal  | 2014    |
| Supercopa de Portugal       | S. L. Benfica      | Portugal  | 2014    |
| Primeira Liga               | S. L. Benfica      | Portugal  | 2014-15 |
| Copa de la Liga de Portugal | S. L. Benfica      | Portugal  | 2015    |
| Primeira Liga               | S. L. Benfica      | Portugal  | 2015-16 |
| Copa de la Liga de Portugal | S. L. Benfica      | Portugal  | 2016    |
| Supercopa de Portugal       | S. L. Benfica      | Portugal  | 2016    |
| Primeira Liga               | S. L. Benfica      | Portugal  | 2016-17 |
| Copa de Portugal            | S. L. Benfica      | Portugal  | 2017    |
| Supercopa de Portugal       | S. L. Benfica      | Portugal  | 2017    |
| Primeira Liga               | S. L. Benfica      | Portugal  | 2018-19 |
| Primera División            | C. A. Boca Juniors | Argentina | 2019-20 |
| Copa de la Liga Profesional | C. A. Boca Juniors | Argentina | 2020    |
| Copa Argentina              | C. A. Boca Juniors | Argentina | 2019-20 |
| Copa de la Liga Profesional | C. A. Boca Juniors | Argentina | 2022    |

### Campeonatos internacionales
| Torneo                 | Club               | Sede     | Año     |
| ---------------------- | ------------------ | -------- | ------- |
| Liga Europa de la UEFA | Atlético de Madrid | Hamburgo | 2009-10 |
| Liga Europa de la UEFA | Atlético de Madrid | Bucarest | 2011-12 |